# 东江游击队指挥部旧址
东江游击队指挥部旧址，位于中国广东省深圳市深圳市罗湖区老东门，为深圳市的一个市、县级文物保护单位，类型为近现代重要史迹及代表性建筑，公布时间为1983年5月30日。
东江游击队指挥部旧址的历史年代为抗日战争时期。